# Вариант Чигорина
Вариант Чигорина — шахматный дебют, начинающийся ходами: 
 1. d2-d4 d7-d5 
 2. Kb1-c3.
Относится к закрытым началам.
Впервые дебют исследовал итальянский теоретик XVIII века Д. Понциани.
Выбирая данное начало, белые готовят продвижение е2-е4 и стремятся к быстрому развитию.

## Варианты

### Продолжение 2. …Kg8-f6
Основное продолжение за чёрных, цель которого — установление контроля на полем e4. При других вариантах белые, как правило, получают перевес. Далее возможно:
- 3. Cc1-g5 — см. система Вересова
- 3. e2-e4 — см. гамбит Блэкмара — Димера

### Менее распространённые варианты
- 2. …f7-f5
- 2. …e7-e6
- 2. …Сc8-f5
- 2. …c7-c6
- 2. …Кb8-c6